# Vulkansalangan
Vulkansalangan (Aerodramus vulcanorum) är en fågel i familjen seglare.

## Utseende och läte
Vulkansalanganen är en 13–14 cm lång mörkt gråaktig seglare med otydlig gråbrun övergump och rätt tydligt kluven stjärt. Hjässan är mörkare än manteln, vingar och stjärt är svartaktiga med purpurglans och undersidan är mörk, framför allt på strupen. Hanen har bara tarser, medan honans är befjädrade. Den är mycket lik himalayasalanganen (och av vissa behandlad som del av denna, se nedan) men skiljer sig genom sin mörka undersida, otydligt grå övergump, något mindre storlek med grundare kluven stjärt och könsskillnaderna i befjädring av tarserna. Även lätena kan skilja sig, beskrivna som genomträngande "teeree-teeree-teeree".

## Utbredning och systematik
Arten förekommer i bergsområden på Java. Den behandlas som monotypisk, det vill säga att den inte delas in i några underarter. Vissa betraktar den som underart till himalayasalangan (A. brevirostris).

## Levnadssätt
Vulkansalanganen häckar i klippskrevor på mellan 2200 och 3000 meters höjd, alla kända lokaler på aktiva vulkaner. Den ses födosöka kring toppar och åsar samt över bergsbelägen urskog. Inget är känt om vare sig föda eller häckningsbeteende. Den tros vara strikt stannfågel.

## Status
Vulkansalanganen har ett litet utbredningsområde och troligen ett litet bestånd. Den tros dock inte vara hotad och beståndet anses vara stabilt. IUCN kategoriserar den som livskraftig.